# Кролл, Анатолий Ошерович
Анато́лий Оше́рович Кролл (род. 20 апреля 1943, Челябинск) — советский и российский джазовый дирижёр, композитор, кинокомпозитор, пианист, аранжировщик, народный артист Российской Федерации (1998).
В 2003 году на «Площади Звёзд» в Москве заложена именная звезда Анатолия Кролла.

## Биография
Родился в интеллигентной еврейской семье.
Законнчив среднюю школу, поступил в музыкальное училище.
По окончании в 1959 году музыкального училища в Челябинске (класс фортепиано), Кролл работал как пианист и руководитель эстрадных ансамблей в филармониях и концертных объединениях Челябинска, Ульяновска и Ташкента. В возрасте семнадцати лет дебютировал как дирижёр-репетитор с "Государственным Эстрадным оркестром Узбекистана" (1960 — 1962), солистом которого являлся Батыр Закиров.
С 1963 года Кролл возглавлял созданный им при Тульской филармонии молодёжный джаз-оркестр, просуществовавший семь лет. В разное время в биг-бэнде Кролла начинали или продолжали свою музыкальную карьеру такие музыканты, как трубач Виктор Гусейнов, саксофонисты Александр Пищиков, Станислав Григорьев, Роман Кунсман, Анатолий Герасимов, барабанщики А. Симановский, И. Юрченко и Юрий Генбачёв, контрабасист С. Мартынов, тромбонисты А. Шабашов и В. Бударин и другие, вокалисты Валентина Пономарева, Владимир Макаров, Вилли Токарев.
После вынужденного ухода Эдди Рознера из Росконцерта в 1971 году Анатолий Кролл собрал из оставшихся музыкантов бывшего московского биг-бэнда Эдди Рознера большой эстрадный оркестр «Современник», переименованный позже в Московский концертный оркестр, а потом в «Полифоник бэнд». Коллектив гастролировал как участник больших международных концертных программ («Мелодии друзей», Фестиваль искусств в Индии, Фестиваль советской песни в Зелёной Гуре, Джазовый фестиваль в Праге). С оркестром оказались связаны первые годы профессиональной деятельности Юрия Антонова, Евгения Мартынова, Леонида Серебренникова, Наталии Капустиной, пять лет с биг-бэндом работала Лариса Долина. Оркестр участвовал в фильмах Карена Шахназарова «Мы из джаза» и «Зимний вечер в Гаграх». Распустив оркестр в 1991 году, А. Кролл перешёл на работу в театр Союза театральных деятелей РФ.
«МКС биг-бэнд», названный в честь спонсора и патрона — Международного коммерческого союза, работавший на эстраде с 1992 по 1999 год, объединил многих джазовых музыкантов и солистов Москвы.
Член Правления Центрального дома работников искусств.
Художественный руководитель и дирижёр джаз-оркестра «Академик-бэнд» РАМ имени Гнесиных.

## Творчество
Анатолий Кролл — автор музыки к фильмам кинорежиссёра Карена Шахназарова (1982 г. — «Мы из джаза», 1984 г. — «Зимний вечер в Гаграх», 1993 г. — «Сны», 1995 г. — «Американская дочь», 1997 г. — «День полнолуния», «Яды, или Всемирная история отравлений»), а также к кинофильму «Простодушный» (реж. Евгений Гинзбург, 1992 г.), «Барханов и его телохранитель» (1996 г.) и «Артист и мастер изображения» (реж. В. Лонской).

## Признание и награды
- Заслуженный деятель искусств РСФСР (2 марта 1989 года) — за заслуги в области советского музыкального искусства[4]
- Народный артист Российской Федерации (26 января 1998 года) — за большие заслуги в области искусства[1]
- Орден Почёта (2 февраля 2004 года) — за многолетнюю плодотворную деятельность в области культуры и искусства[5]
- Благодарность Министра культуры и массовых коммуникаций Российской Федерации (21 декабря 2004 года) — за сохранение и приумножение лучших традиций отечественной культуры и в связи с 75-летием Центрального Дома работников искусств[6]
- Орден «За заслуги перед Отечеством» IV степени (25 января 2008 года) — за большой вклад в развитие отечественной музыкального искусства и многолетнюю творческую деятельность[7]
- Орден Дружбы (2 мая 2014 года) — за достигнутые трудовые успехи, значительный вклад в социально-экономическое развитие Российской Федерации, реализацию внешнеполитического курса Российской Федерации, заслуги в гуманитарной сфере, укреплении законности и правопорядка, активную общественную деятельность, многолетнюю добросовестную работу[8]
- Серебряный Крест Заслуги Республики Польша[9] (2014)
- Орден Александра Невского (25 июля 2021 года) — за большой вклад в развитие отечественной культуры и искусства, многолетнюю плодотворную деятельность[10].

## Общественная позиция
11 марта 2014 года подписал обращение деятелей культуры Российской Федерации в поддержку политики президента РФ В. В. Путина на Украине и в Крыму.

## Дискография
- Оркестр Современник — дирижёр Анатолий Кролл (Мелодия, 1974, С60-05279-80)
- А. Кролл, орк. «Современник» — 1983, «Мы из джаза»
- МКС Биг-Бэнд Анатолия Кролла — 1996, «В джазе только девушки» (Союз)
- МКС Биг-Бэнд Анатолия Кролла — 1996 «In A Mellow Tone» (Союз)
- МКС Биг-Бэнд Анатолия Кролла — 1996, «Дни вина и роз» (Союз)
- Анатолий Кролл — 2002, «День полнолуния» (Boheme Music)